# Михай, Флоренца
Флоре́нца Миха́й (рум. Florența Mihai; 2 сентября 1955 — 14 октября 2015) — румынская теннисистка, теннисный тренер и спортивный функционер, финалистка Открытого чемпионата Франции 1977 года в одиночном и смешанном парном разряде, чемпионка в парном разряде и бронзовый призёр в одиночном разряде чемпионата Европы среди любителей (1978). Двукратный кавалер ордена «За спортивные заслуги» I степени (1977, 1979), капитан сборной Румынии в Кубке Федерации и на Олимпийских играх, генеральный секретарь Федерации тенниса Румынии. Награждена в 2000 году медалью «За верную службу» III степени.

## Игровая карьера
Флоренца Михай начала заниматься теннисом в бухарестском клубе «Стефан чел Маре», куда её водил старший брат Кристи, занимавшийся по соседству гимнастикой. Первыми учителями тенниса для неё стали Раду Змеуряну и Аурел Сегарчану. Кумиром для начинающей теннисистки был её соотечественник, один из сильнейших игроков мира 1970-х годов Илие Настасе. В своё первое заграничное «турне» она отправилась в 18 лет со 100 долларами в кармане и провела 4 месяца в США, добираясь автостопом с одного турнира на другой.
Начав выступать за сборную Румынии в Кубке Федерации в 1975 году, Михай провела за эту команду 15 матчей (последний — в 1983 году), выиграв три встречи из восьми в одиночном и шесть из десяти в парном разряде. Четыре раза (в 1978, 1980, 1981 и 1983 годах) они с Вирджинией Рузичи выводили румынскую команду в четвертьфинал Мировой группы, а в 1976 году Михай с национальной сборной выиграла утешительный финал этого турнира.
На индивидуальном уровне свои лучшие результаты Михай показывала на грунтовых кортах. В 1976 году, в 20 лет, она стала полуфиналисткой Открытого чемпионата Франции в одиночном разряде, а через год вышла в финал этого турнира и в одиночном разряде, и в миксте. В одиночном разряде румынская спортсменка проиграла югославке Миме Яушовец в трёх сетах, а в смешанных парах с колумбийцем Иваном Молиной уступила американцам Мэри Карильо и Джону Макинрою. В женском парном разряде она дважды (в 1976 и 1978 годах) доходила на Открытом чемпионате Франции до четвертьфинала. В 1978 году на любительском чемпионате Европы Михай завоевала бронзовую медаль в одиночном разряде и стала чемпионкой в женских парах. Она успешно играла и на крупных профессиональных турнирах, в основном в парном разряде, и в разные годы выступала в финалах Открытых чемпионатов Швеции, Италии и Испании.
В 1977 и 1979 годах Михай дважды становилась кавалером ордена «За спортивные заслуги» I степени. Тем не менее на пике карьеры ей пришлось на два года отказаться от выступлений за рубежом: румынские власти, опасаясь, что Михай выйдет замуж за рубежом, как её подруга Мариана Симьонеску, ставшая женой Бьорна Борга, отказывались выдавать ей международный паспорт.

## Финалы турниров Большого шлема за карьеру

### Одиночный разряд (0-1)
| Результат | Год  | Турнир                     | Соперница в финале | Счёт в финале |
| --------- | ---- | -------------------------- | ------------------ | ------------- |
| Поражение | 1977 | Открытый чемпионат Франции | Мима Яушовец       | 2-6, 7-6, 1-6 |

### Смешанный парный разряд (0-1)
| Результат | Год  | Турнир                     | Партнёр     | Соперники в финале         | Счёт в финале |
| --------- | ---- | -------------------------- | ----------- | -------------------------- | ------------- |
| Поражение | 1977 | Открытый чемпионат Франции | Иван Молина | Мэри Карильо Джон Макинрой | 6-7, 3-6      |

## Финалы турниров Virginia Slims за карьеру

### Одиночный разряд (1-0)
| Результат | №  | Дата         | Турнир                            | Покрытие | Соперница в финале | Счёт в финале |
| --------- | -- | ------------ | --------------------------------- | -------- | ------------------ | ------------- |
| Победа    | 1. | 10 июля 1977 | Открытый чемпионат Швеции, Бостад | Грунт    | Мэри Стразерс      | 6-4, 6-4      |

### Парный разряд (1-3)
| Результат | №  | Дата            | Турнир                                | Покрытие | Партнёрша       | Соперницы в финале            | Счёт в финале |
| --------- | -- | --------------- | ------------------------------------- | -------- | --------------- | ----------------------------- | ------------- |
| Поражение | 1. | 8 февраля 1976  | Акрон, Огайо, США                     | Ковёр(i) | Глинис Коулз    | Мона Геррант Бригитта Кёйперс | 4-6, 6-7      |
| Победа    | 1. | 24 октября 1976 | Открытый чемпионат Испании, Барселона | Грунт    | Пат Медраду     | Мишель Гурдал Натали Фукс     | 6-2, 6-4      |
| Поражение | 2. | 10 июля 1977    | Открытый чемпионат Швеции, Бостад     | Грунт    | Хелена Анилот   | Синтия Дёрнер Ракель Жискар   | 2-6, 5-7      |
| Поражение | 3. | 28 мая 1978     | Открытый чемпионат Италии, Рим        | Грунт    | Бетси Нагельсен | Вирджиния Рузичи Мима Яушовец | 2-6, 6-2, 6-7 |

## Дальнейшая карьера
По окончании игровой карьеры Флоренца Михай посвятила себя тренерской и административной работе. С 1984 по 1989 год она была генеральным секретарём Федерации тенниса Румынии. В другие периоды она сотрудничала с федерацией как консультант, советник президента федерации и тренер.
На протяжении 14 лет Михай была капитаном сборной Румынии в Кубке Федерации, трижды — в 1991, 1992 и 1999 годах — добравшись с ней до четвертьфинала Мировой группы. Она была тренером сборной Румынии на Олимпийских теннисных турнирах 1992, 1996 и 2000 годов. Среди её учениц были такие ведущие теннисистки, как Ирина Спырля, Руксандра Драгомир и Ирина Бегу. Заслуги Михай, в дополнение к орденам 70-х годов, были в этот период отмечены медалью «За верную службу» III степени. В октябре 2015 года, вскоре после своего 60-летия, Михай, у которой был диагностирован рак, умерла.